# Arum albispathum
Arum albispathum là một loài thực vật có hoa trong họ Ráy (Araceae). Loài này được hort. ex Engl. mô tả khoa học đầu tiên.